# Yamagata-ben
Le Yamagata-ben (山形弁) est un dialecte local parlé dans la préfecture de Yamagata au Japon. C'est une forme de Tōhoku-ben, et il peut être lui-même divisé en branches régionales qui varient d'une place à l'autre de la préfecture.
Le Yamagata-ben a été utilisé pour rendre un effet comique dans le film japonais Swing Girls de 2004, pour suggérer que le film se passait dans une région rurale et arriérée. Ainsi, certains habitants de Yamagata pensent que leur dialecte a été utilisé dans le film de façon artificielle et caricaturale. Le dialecte a eu une exposition à large échelle grâce à l'Américain Daniel Kahl qui a fait une carrière télévisuelle comme gaijin tarento et qui pouvait parler couramment le Yamagata-ben.
Une liste de quelques mots en Yamagata-ben (pas tous utilisés dans toute la préfecture) :
- oshoushina : merci
- arigatou sama : merci
- sasukune : bienvenue à vous
- domosu : merci, salutation
- oban desu : bonsoir
- oban kata : bonsoir
- n da : oui
- ikube : allons-y
- migi ni muzaru : tourner à droite
- hidari ni muzaru : tourner à gauche
- shaikozunna : arrêtez d'interférer, laissez-moi tranquille
- sawanazu ! : ne me touchez pas !
- ke : expression pour offrir de la nourriture
- ku : expression pour accepter de la nourriture offerte avec ke.